# Aerosol evanescente
El aerosol evanescente es un pequeño dispositivo utilizado por un árbitro de fútbol el cual lo emplea para demarcar la posición de barrera y balón en los tiros libres. A los pocos minutos de accionado el pulverizador, la mancha que quedó sobre el césped se borra por completo.

## Características

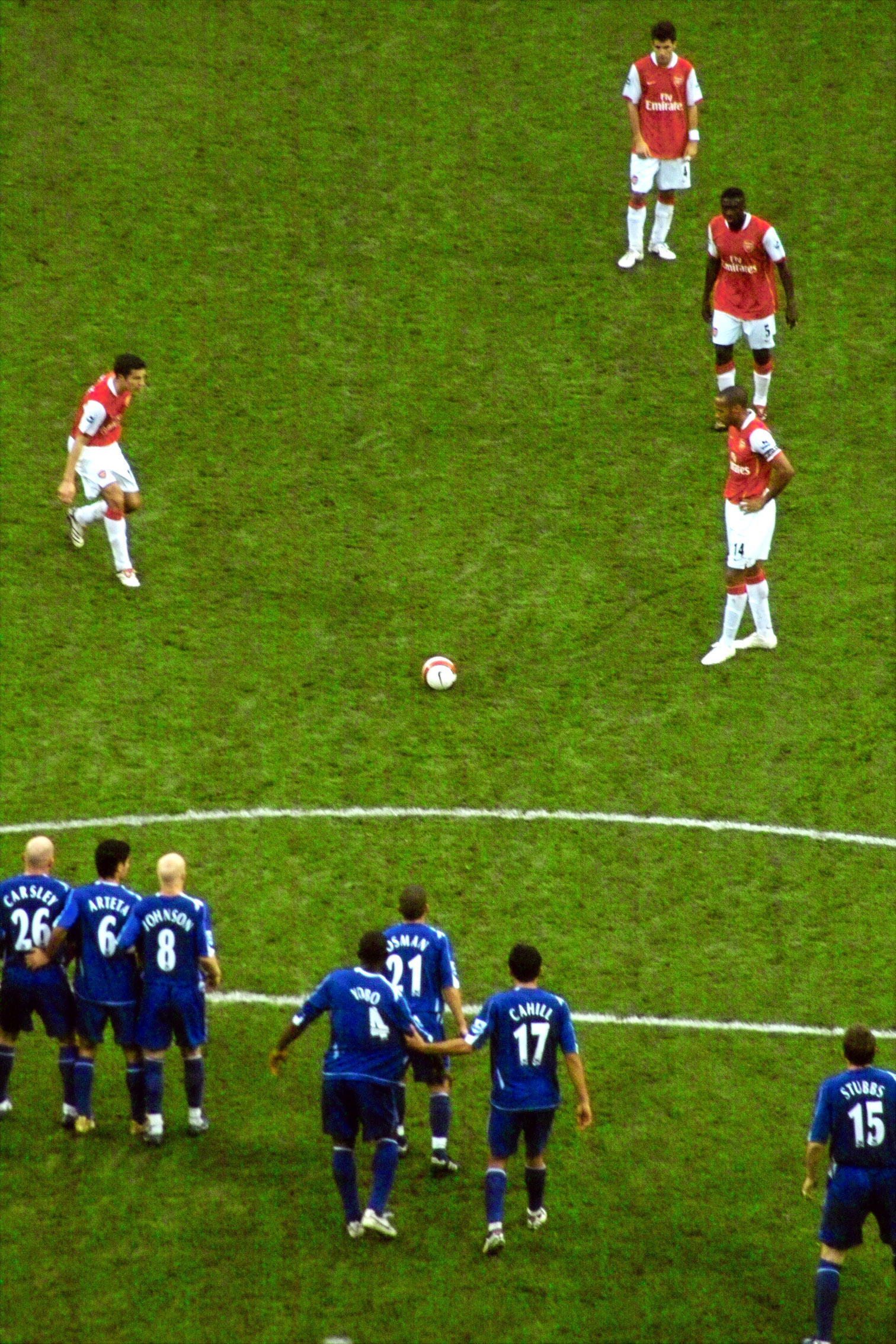
En los tiros libres, es habitual que la barrera se adelante para dificultar el lanzamiento. Este dispositivo impide esa acción antirreglamentaria.

La espuma evanescente en aerosol fue inventada por el brasileño Heine Allemagne, con el nombre comercial de «Spuni» en el año 2000. Heine tuvo su patente aprobada el 29 de octubre de 2002. Sin embargo, es un invento comúnmente acreditado al periodista deportivo argentino Pablo Silva bajo el nombre comercial 9.15, según él ideada en el año 2002, pero patentada en el año 2010.
Esta innovación que se aplica en el arbitraje del fútbol consiste en una reducida lata que el árbitro porta unida a su pantalón. El contenido de la misma es un líquido gaseoso de color blanco, el cual no daña a las personas ni al césped, y luego de estar expuesto al aire se desvanece al cabo de un período de entre 45 segundos y 2 minutos, visualmente sin dejar rastro alguno. Puede ser aplicado con éxito sobre césped, césped sintético y hasta tierra seca o barro.
Mediante el uso de este spray el árbitro logra trazar puntos o líneas que marcan posiciones sobre el campo de juego, en especial en el tiro libre el lugar donde señala que se ha cometido una falta y, a una distancia reglamentaria de 9,15 metros, la línea donde se podrá formar una barrera humana defensiva la cual intentará interceptar el tiro que cobre dicha falta. El problema se genera por el hecho de que cuando señalan una falta, tanto el tirador como la barrera que defiende modifican sus posiciones, acción fuera del reglamento en la cual se pretende sacar una ventaja extrafutbolística o antirreglamentaria, la cual generalmente no siempre es percibida por el árbitro o sus asistentes.

## Historial de su empleo

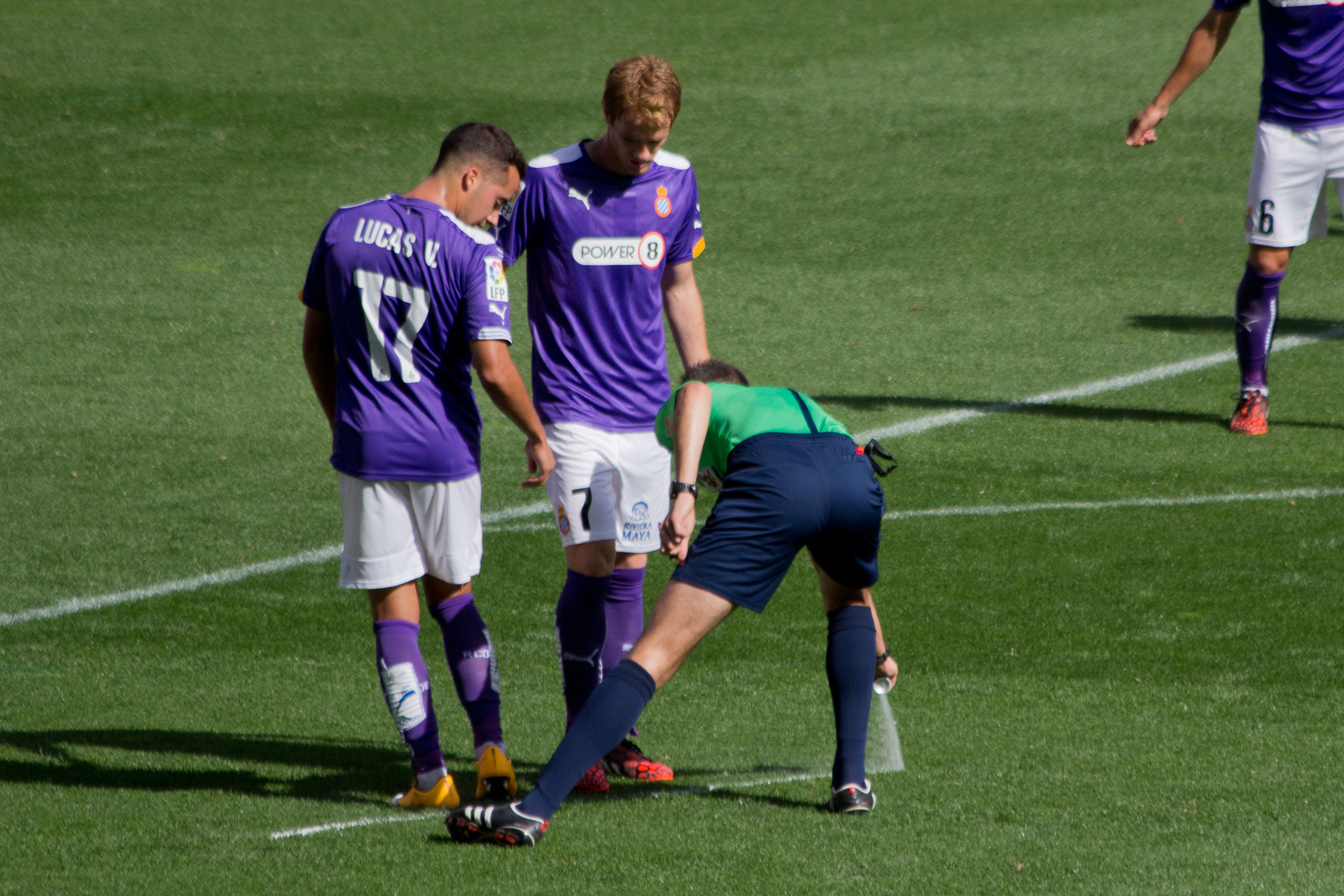
Spray para la barrera en la liga española de fútbol en 2014

La primera entidad que aceptó poner el aerosol a prueba en partidos oficiales fue la Federación Mineira de Futebol, en la Taça BH de Juniores, una competición de divisiones inferiores con el objetivo de evaluar su eficacia. En este torneo se utilizó el Spuni de Heine Allemagne. Luego lo implementó la Confederación Brasileña de Fútbol en la Copa João Havelange (Campeonato Brasileño de Serie A) en su edición del año 2000, manteniendo su uso en todas las ediciones de las competiciones organizadas por la Confederación Brasileña de Fútbol. El uso del aerosol no se globalizó hasta muchos años después. La segunda entidad en aplicarlo fue la Asociación del Fútbol Argentino (AFA), quien lo puso a prueba por primera vez en el partido Los Andes-Chacarita del campeonato de la Primera B Nacional de la Argentina en la temporada 2008/09.
Luego de 6 meses, se lo implementó en el torneo de Primera División de Argentina y unos días después en la Primera División mexicana. Posteriormente se lo aplicó en un torneo continental por equipos: la Copa Sudamericana, siguiendo con su uso en la Copa CONMEBOL Libertadores, Copa América y finalmente en la Liga de Campeones de la UEFA.
El paso siguiente fue una presentación mediante un informe oficial de la Confederación Sudamericana de Fútbol ante la International Football Association Board (IFAB). Esta entidad de nivel mundial, en una Junta General Ordinaria realizada en Surrey, Inglaterra, aprobó por unanimidad su empleo en todos los campos de juego del mundo, luego de un profundo análisis y evaluación de los beneficios que aportaría el empleo del spray. La Copa de la FIFA Brasil 2014 fue el primer mundial adulto donde se utilizó este elemento, desarrollado por la empresa argentina «9.15 Fair Play Limit».